# Тернопільська обласна премія імені Степана Будного
Тернопільська обласна премія імені Степана Будного — регіональна премія Тернопільської области. Заснована 1972 року на честь поета Степана Будного.
На здобуття премій подаються нові оригінальні твори і роботи, опубліковані (оприлюднені) у завершеному вигляді протягом останніх п’яти років, але не пізніше як за півроку до їх висунення на здобуття премій.

## Лауреати
- 1972 — Б. Демків
- Г. Безкоровайний
- І. Бережний
- А. Дністровий
- В. Махно
- С. Синюк
- В. Хім'як[1]
- Б. Щавурський
- В. Якобчук
- Копичинецький народний театр
- 2008 — не присуджено[2]
- 2009 — не присуджено[3]
- 2010 — Геннадій Яворський, Михайло Ониськів, Ірина Дем’янова, Ганна Івахів, Ігор Дуда[4]
- 2011 — Орест Глубіш, Богдан Новосядлий, Надія Шподарунок[5]
- 2012 — Євген Удін[6]
- 2013 — не присуджено[7]
- 2014 — не присуджено[8]
- 2015 — не присуджено[9]
- 2016 — не присуджено[10]
- 2017 — не присуджено[11]
- 2018 — не присуджено[12]
- 2019 — не присуджено[13]